# In a Lifetime
In a Lifetime is een nummer van de Ierse band Clannad en de eveneens Ierse U2-zanger Bono. Het is de derde single van Clannads negende studioalbum Macalla uit oktober 1985. Op 13 januari 1986 werd het nummer op vinylsingle uitgebracht. In 1989 werd het nummer in het Verenigd Koninkrijk en Ierland op 7" vinyl picture disc single heruitgebracht en in 1992 op cd-single. In Nederland werd het nummer in het najaar van 1993 naar aanleiding van de Jameson Irish whiskey radio- en televisie reclame campagne heruitgebracht op cd-single.

## Achtergrond
De bandleden van Clannad hebben Bono persoonlijk gevraagd om mee te zingen op het nummer. Dat aanbod wees Bono niet af. "In a Lifetime" werd slechts in een aantal landen een hit en behaalde in thuisland Ierland de 5e positie en de 32e positie in Nieuw-Zeeland.
In Nederland werd de plaat begin 1986 veel gedraaid op Radio 3 en werd een radiohit in de destijds twee landelijke hitlijsten op de nationale publieke popzender. De plaat bereikte de 14e positie in de Nationale Hitparade en piekte op een 11e positie in de Nederlandse Top 40. In de Europese hitlijst op Radio 3, de TROS Europarade, werd géén notering behaald.
In België bereikte de plaat de 32e positie in de voorloper van de Vlaamse Ultratop 50 en de 25e positie in de Vlaamse Radio 2 Top 30. In Wallonië werd géén notering behaald.
De plaat werd één van Clannads grootste hits en Bono's meest succesvolle zonder U2.
Sinds de editie van december 2000 staat de plaat onafgebroken genoteerd in de jaarlijkse NPO Radio 2 Top 2000 van de Nederlandse publieke radiozender NPO Radio 2, met als hoogste notering tot nu toe een 259e positie in 2001.

## NPO Radio 2 Top 2000
| Nummer met noteringen in de NPO Radio 2 Top 2000 | '00 | '01 | '02 | '03 | '04 | '05 | '06 | '07 | '08 | '09 | '10 | '11 | '12 | '13 | '14 | '15 | '16 | '17 | '18  | '19  | '20  | '21  | '22  | '23  | '24  |
| ------------------------------------------------ | --- | --- | --- | --- | --- | --- | --- | --- | --- | --- | --- | --- | --- | --- | --- | --- | --- | --- | ---- | ---- | ---- | ---- | ---- | ---- | ---- |
| In a Lifetime                                    | 349 | 259 | 280 | 403 | 430 | 503 | 503 | 521 | 454 | 651 | 642 | 563 | 779 | 765 | 816 | 804 | 862 | 915 | 1118 | 1088 | 1300 | 1099 | 1182 | 1164 | 1197 |

1. ↑  Een vetgedrukt getal geeft de hoogste notering aan.
2. ↑  2000 was het eerste jaar met een notering voor dit nummer.